# Diomedes Panton
Diomedes Panton (* 20. Oktober 1960) ist ein ehemaliger philippinischer Radrennfahrer.

## Sportliche Laufbahn
Panton war Bahnradsportler aktiv. Er war Teilnehmer der Olympischen Sommerspiele 1984 in Los Angeles. Dort startete er im Bahnradsport. In der Einerverfolgung schied er in der Qualifikation aus.
Bei den Asienspielen 1982 gewann er die Bronzemedaille in der Mannschaftsverfolgung. Bei den Südostasiatischen Spielen siegte er in der Einerverfolgung vor seinem Landsmann Renato Mier.  
Nach den Olympischen Spielen kehrte er nicht in seine Heimat zurück.